# تپه گوری میرزا
تپه گوری میرزا مربوط به دوره اشکانیان است و در شهرستان گیلانغرب، بخش مرکزی، دهستان حومه، ۱۵۰ متری شمال شرقی روستای کله جوب غلامحسین واقع شده و این اثر در تاریخ ۲۶ اسفند ۱۳۸۷ با شمارهٔ ثبت ۲۵۵۲۴ به‌عنوان یکی از آثار ملی ایران به ثبت رسیده است.